# Primož Roglič
Primož Roglič (født 29. oktober 1989) er en slovensk cykelrytter og tidligere skihopper. Han kører for UCI World Tour-holdet Red Bull-Bora-Hansgrohe.
Han var skihopper i perioden 2003–2011, og blev juniorverdensmester i 2007.
I 2019, 2020 og 2021 vandt han Vuelta a España. I 2023 vandt han Giro d'Italia.

## Meritter - cykling
2014
2. etape, Tour de Azerbaijan
Kroatien-Slovenien
2015
Samlet og 2. etape, Tour de Azerbaijan
Samlet og 3. etape, Slovenien Rundt
5. etape, Tour of Qinghai Lake
2016
9. etape, Giro d'Italia
Slovensk mester i enkeltstart
2017
Samlet, Volta ao Algarve
4. og 6. etape, Baskerlandet Rundt
5. etape, Romandiet Rundt
17. etape, Tour de France
2018
3. etape, Tirreno-Adriatico
Samlet og 4. etape (ITT), Baskerlandet Rundt
Samlet, Romandiet Rundt
Samlet + 4. og 5. etape, Slovenien Rundt
19. etape, Tour de France
2019
Samlet og 6. etape, UAE Tour
Samlet, Tirreno-Adriatico
Samlet + 1., 4. og 5. etape, Romandiet Rundt
1. etape (ITT), 9. etape (ITT), Giro d'Italia
Samlet + 10. etape (ITT), Vuelta a España
Giro dell'Emilia
Tre Valli Varesine
2020
Slovensk mester i landevejscykling
Samlet + 2 og 3. etape, Tour de l'Ain
2. etape, Critérium du Dauphiné
4. etape, Tour de France
Liège-Bastogne-Liège
Samlet + 1., 8., 10. og 13. etape (ITT), Vuelta a España
2021
4., 6. og 7. etape, Paris-Nice
Samlet + 1. etape (ITT), Baskerlandet Rundt
Olympisk mester i enkeltstart
Samlet + 1. (ITT), 11., 17. og 21. etape (ITT), Vuelta a España
Giro dell'Emilia
2022
Samlet + 7. etape, Paris-Nice
1. etape (ITT), Baskerlandet Rundt
Samlet, Critérium du Dauphiné
4. etape, Vuelta a España
2023
Samlet + 4., 5. og  6. etape, Tirreno-Adriatico
Samlet + 1. og  5. etape, Catalonien Rundt
Samlet + 20. etape, Giro d'Italia
8. og 17. etape, Vuelta a España